# Anthropoides
Anthropoides är ett fågelsläkte i familjen tranor inom ordningen tran- och rallfåglar: Det omfattar endast två arter: den huvudsakligen asiatiska jungfrutranan (A. virgo) samt den afrikanska paradistranan (A. paradiseus). De inkluderas ofta i Grus.